# 克劳斯-迪特尔·西洛夫
克劳斯-迪特尔·西洛夫（德語：Klaus-Dieter Sieloff，1942年2月27日—2011年12月13日），德国男子足球运动员。他曾代表西德参加1966年和1970年国际足联世界杯，其中1966年世界杯获得亚军，1970年世界杯获得季军。